# Haakon County
Haakon County ist ein County im Bundesstaat South Dakota der Vereinigten Staaten. Das U.S. Census Bureau hat bei der Volkszählung 2020 eine Einwohnerzahl von 1872 ermittelt.

## Geographie
Der Bezirk hat eine Fläche von 4732 Quadratkilometern; davon sind 37 Quadratkilometer (0,78 Prozent) Wasserflächen. Er wird in zwei unorganisierte Territorien eingeteilt: East Haakon und West Haakon.

## Geschichte
Haakon County wurde am 3. November 1914 gegründet und die Verwaltungsorganisation am 8. Februar 1915 abgeschlossen. Es wurde nach dem norwegischen König Haakon VII. benannt, auch um Unterstützung Norwegens für das neue County zu gewinnen. Damit ist der Bezirk einer von neun im Bundesstaat, der nach einer Person, die nicht in South Dakota lebte, benannt wurde. South Dakota ist ein Zentrum norwegischer Einwanderer in den Vereinigten Staaten.

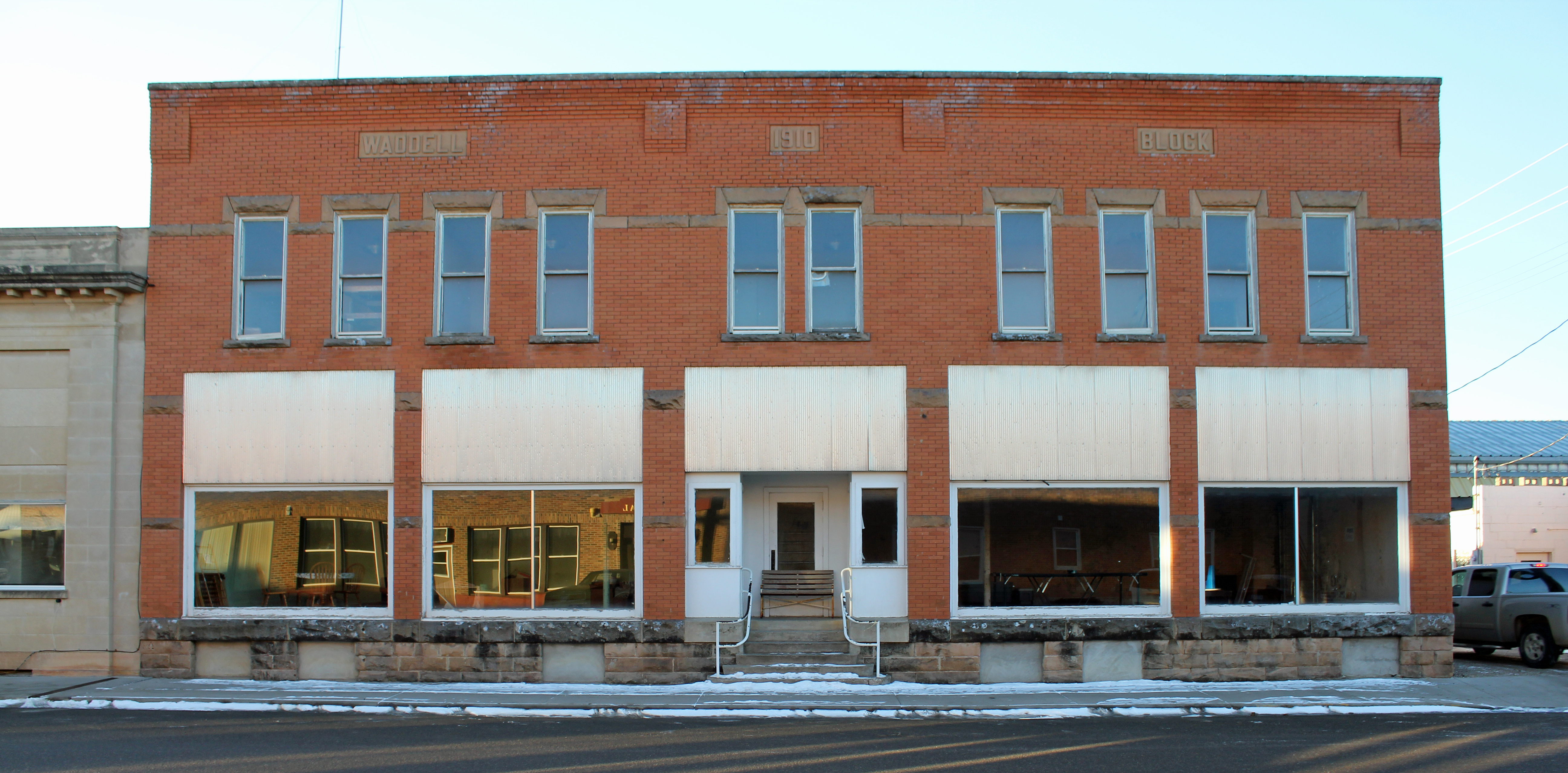
Waddell Block (2010)

Ein Bauwerk des Countys ist im National Register of Historic Places (NRHP) eingetragen (Stand 31. Juli 2018), der Waddell Block.

## Städte und Gemeinden
Städte (cities)
- Philip

Gemeinden (towns)
- Midland